# Papirus Oxyrhynchus 210
Papirus Oxyrhynchus 210 oznaczany jako P.Oxy.II 210 – wczesnochrześcijański fragment napisany w języku greckim. Papirus ten został odkryty przez Bernarda Grenfella i Arthura Hunta w 1897 roku w Oksyrynchos. Fragment jest datowany na III wiek n.e. Przechowywany jest w bibliotece Uniwersytetu w Cambridge (4048). Tekst został opublikowany przez Grenfella i Hunta w 1899 roku.
Manuskrypt został napisany na papirusie, w formie kodeksu. Rozmiary zachowanego fragmentu wynoszą 17,3 na 8,5 cm. Autor tego fragmentu jest nieznany. Tekst ma związek z Ewangelią Mateusza 7:17-19 i Ewangelią Łukasza 6:43-44 mówiącymi o tym, że drzewo poznaje się po jego owocach. Prawdopodobnie jest to fragment niekanonicznej Ewangelii, zwykle jednak nie jest zaliczany do kompendium apokryfów Nowego Testamentu. Do apokryfów zalicza go Dieter Lührmann i Egbert Schlab.